# Ptinus fallax
Ptinus fallax is een keversoort uit de familie klopkevers (Ptinidae). De wetenschappelijke naam van de soort werd in 1905 gepubliceerd door Henry Clinton Fall.